# Obi-Wan Kenobi (seriál)
Obi-Wan Kenobi je americká minisérie vytvořená studiem Lucasfilm pro streamovací službu Disney+, v němž se objevuje stejnojmenná postava ze Star Wars. Děj seriálu se odehrává deset let po filmu Star Wars: Epizoda III – Pomsta Sithů (2005) a devět let před filmem Star Wars: Epizoda IV – Nová naděje (1977). Jeho autorem je Joby Harold a režisérkou Deborah Chow. Výkonným producentem a současně představitelem ústřední postavy je Ewan McGregor, který si svou úlohu zopakoval z prequelové trilogie Star Wars. V hlavní roli se objevuje také Hayden Christensen, který zde opět ztvárnil svou roli Anakina Skywalkera / Dartha Vadera.
Projekt vznikl jako antologický film, který měl režírovat Stephen Daldry a napsat Hossein Amini, ale po finančním neúspěchu filmu Solo: Star Wars Story (2018) jej Amini přepracoval na minisérii. V srpnu 2019 bylo potvrzeno, že McGregor bude hrát hlavní roli, a o měsíc později byla jako režisérka najata Chow. Produkce měla začít v červenci 2020, ale v lednu 2020 byl seriál odložen na neurčito, protože producent Lucasfilm nebyl spokojen se scénářem. V dubnu 2020 byl najat Harold, aby seriál přepsal, a v březnu 2021 bylo oznámeno další obsazení. Natáčení začalo v dubnu 2021 v Los Angeles.
První dva díly šestidílného seriálu Obi-Wan Kenobi měly premiéru 27. května 2022. Poslední díl byl odvysílán 22. června téhož roku.

## Premisa
Příběh začíná s Obi-Wanem dohlížejícím na bezpečí Luka Skywalkera před Impériem. Ovšem nečekanou shodou okolností se vydává na cestu za dalším dobrodružství.

## Postavy a obsazení

### Hlavní role
- Ewan McGregor (v českém znění Saša Rašilov) jako Obi-Wan Kenobi

Mistr Jedi přeživší, jako jeden z mála Jediů Rozkaz 66, nyní žijící ve skrytu na planetě Tatooine, aby zde dohlížel na bezpečí Luka Skywalkera před Impériem, než nadejde správná chvíle k započetí jeho Jediského výcviku.

### Vedlejší role
- Hayden Christensen (v českém znění Bohumil Švarc ml.) jako Darth Vader/Anakin Skywalker, Obi-Wanův bývalý padawan a partner, který propadl temné straně Síly a stal se Sithským lordem.
  - James Earl Jones (v českém znění Miroslav Etzler) namluvil Dartha Vadera v původním znění, čímž si znovu zopakoval tuto roli z předchozích filmů Star Wars (což se děje už od sedmdesátých let) a seriálu Star Wars Povstalci.
- Vivien Lyra Blair (v českém znění Žofie Hánová) jako Leia Organa, adoptivní dcera Baila a Brehy Organů.
- Moses Ingram (v českém znění Vendula Příhodová) jako Reva/Třetí Sestra, Imperiální inkvizitorka (lovkyně Jediů).
- Rupert Friend (v českém znění Ondřej Kavan) jako Veleinkvizitor, nejvyšší inkvizitor Galaktického Impéria, který byl kdysi Jedi s funkcí strážce chrámu Jedi.
- Indira Varma (v českém znění Vendula Křížová) jako Tala Durith.
- Sung Kang (v českém znění Zdeněk Hruška) jako Pátý Bratr, inkvizitor.[5]

### Další role
- Jimmy Smits (v českém znění Ivan Jiřík) jako Bail Organa, adoptivní otec Leii a Imperiální senátor za Alderaan.
- Simone Kessell (v českém znění Petra Hobzová) jako Breha Organa, adoptivní matka Leii a královna Alderaanu.
- Kumail Nanjiani (v českém znění Ondřej Sokol) jako Haja Estree, pouliční podvodník pracující na planetě Daiyu.[6]
- Joel Edgerton (v českém znění Filip Jančík) jako Owen Lars, farmář na Tatooinu, a strýc Luka Skywalkera o nějž se společně se svou ženou stará.
- Bonnie Piesse (v českém znění Vanda Károlyi-Konečná) jako Beru Whitesun Lars, Owenova manželka a teta Luka Skywalkera.
- Grant Feely jako desetiletý Luke Skywalker.[7]
- Flea (v českém znění Tomáš Dastlík) jako Vect Nokru, nájemný lovec, najatý k únosu Leii.
- O'Shea Jackson Jr. (v českém znění Kryštof Rímský) jako Kawlan Roken, vůdce sítě Cesta, který pomáhá Jediům úkryt se před Impériem.
- Maya Erskine (v českém znění Radka Krninská) jako Sully, členka sítě Cesta, která pomáhá Jediům schovat se před Impériem.
- Rya Kihlstedt (v českém znění Klára Oltová) jako Čtvrtá Sestra, Inkvizitorka.
- Benny Safdie jako Nari, Jedi přeživší Rozkazu 66, hledajíc Obi-Wana na Tatooinu.

Dále byl do dosud neznámé role obsazen Rory Ross. Kromě toho Ming Qiu, kaskadérka ze seriálů Star Wars Mandalorian a Boba Fett: Zákon podsvětí, ztvárnila mistrini Jedi Minas Velti během flashbacku Rozkazu 66. Anthony Daniels si zopakoval svou franšízovou roli C-3PO, zatímco Temuera Morrison se objeví jako klonový vojak, který po propuštění klonů z armády skončil jako žebrák na Daiyu poté, co hrál klony v předchozích médiích Star Wars. Dcera Ewana McGregora Esther-Rose McGregor hraje Tethu Grig, obchodnici s kořením, s níž se Kenobi setkává v ulicích Daiyu.

## Seznam dílů
| Č. v seriálu | Původní název | Režie        | Scénář                                                                                                  | Premiéra na Disney+ |
| ------------ | ------------- | ------------ | --- | ------------------- |
| 1            | Part I        | Deborah Chow | námět: Stuart Beattie a Hossein Amini scénář: Joby Harold, Hossein Amini a Stuart Beattie               | 27. května 2022     |
| 2            | Part II       | Deborah Chow | námět: Stuart Beattie a Hossein Amini scénář: Joby Harold                                               | 27. května 2022     |
| 3            | Part III      | Deborah Chow | Joby Harold & Hannah Friedman and Hossein Amini and Stuart Beattie                                      | 1. června 2022      |
| 4            | Part IV       | Deborah Chow | Joby Harold a Hannah Friedman                                                                           | 8. června 2022      |
| 5            | Part V        | Deborah Chow | Joby Harold a Andrew Stanton                                                                            | 15. června 2022     |
| 6            | Part VI       | Deborah Chow | námět: Stuart Beattie, Joby Harold a Andrew Stanton scénář: Joby Harold, Andrew Stanton a Hossein Amini | 22. června 2022     |